# Marcania grandiflora
Marcania es un género monotípico de fanerógamas perteneciente a la familia Acanthaceae. Su única especie: Marcania grandiflora, es originaria de Tailandia.

## Taxonomía
Marcania grandiflora fue descrita por Joan B. Imlay y publicado en Bulletin of Miscellaneous Information Kew 1939: 136. 1939.